# Кукшиев, Борис Кириллович
Бори́с Кири́ллович Кукши́ев (28 декабря 1952 — 20 ноября 2015) — советский и российский художник, член Карельского регионального отделения Союза художников России(с 1991 года), заслуженный работник культуры Российской Федерации, заслуженный деятель искусств Республики Карелия.

## Биография
Родился в г. Кемь Республики Карелия. В 1977 году закончил художественно-графический факультет Ленинградского государственного педагогического института имени А. И. Герцена. После окончания института и во все последующие годы являлся активным участником республиканских, региональных, всероссийских и зарубежных выставок. Основной темой работ художника являлись Карелия, Север, его архитектура, ландшафт, природа. На протяжении последних десятилетий художник занимался активной творческой деятельностью, участвовал во многих просветительских проектах: «Заонежье — Русский Рим», «Поморское село», «Моя граница», «Натюрморт с рыбой», «Русский Север. Художники 20-21 веков», «Художники и время». Принимал участие в создании картинной галереи в заонежской деревне Фоймогуба. Последние 10 лет художник занимался образовательной деятельностью, преподавал рисунок и живопись в Карельском колледже культуры. Произведения автора находятся в коллекциях Музея изобразительных искусств Республики Карелия, Национальном музее Республики Карелия, Государственном историко-архитектурном и этнографическом музее-заповеднике «Кижи», а также в Краеведческих музеях г. Кеми, Беломорска, Картинной галерее д. Фоймогуба, в частных собраниях России и за рубежом.

## Награды
- Памятная медаль «200-летие со дня рождения А. С. Пушкина» (1999)